# Lichtaart
Lichtaart (fr. Lichtaert) – dzielnica (deelgemeente) gminy Kasterlee w Belgii, w Regionie Flamandzkim, w prowincji Antwerpia, w okręgu Turnhout. 1 stycznia 2020 roku liczyła 6331 mieszkańców. Do 31 grudnia 1976 samodzielna gmina.

## Demografia
Liczba mieszkańców, stan na 1 stycznia:
| Rok                | 1900 | 1930 | 2020 |
| ------------------ | ---- | ---- | ---- |
| Liczba mieszkańców | 1702 | 2197 | 6331 |